# Pataki Füsüs János
Pataki Füsüs János, névváltozatok: P. Füzös, Fűsős, Füsös, Fűsűs (Sárospatak, 1600 körül – Szatmár, 1629 tavasza) református prédikátor, író.

## Élete
Sárospatakról származott, feltehetően alapfokú iskoláit is itt végezte. Innen 1616-ban Heidelbergbe, 1617-ben Marburgba ment tanulni. Hazajövetele után 1622-ben ungvári, 1624 táján sárospataki s végül 1629 körül szatmári lelkész volt.

## Munkái
- Positiones physicae de elementis in genere, quas praeside Nicolao Matthiadae Bachendorfio in illustri heidelbergensi academia propugnavit... die XXVI. apr. 1617.
- Disputatio metaphysica sub praesidio Rod. Goelenii habita. Marburgi die XVII. dec. 1617.
- Királyoknak tüköre. Melyben abrazattyok szépen ragyog és tündöklik, az Feiedelmeknek és egyéb Vralkodóknak kedvekért példáiúl irattatot és formáltatot... Bártfa, 1626 (Bethlen Gábor fejedelemnek van ajánlva)

Üdvözlő verseket írt Prágai Andráshoz és Kanizsai Mihályhoz 1617, Heidelbergben.